# Distretto del Basso Subansiri
Il distretto del Basso Subansiri è un distretto dell'Arunachal Pradesh, in India. Il suo capoluogo è Ziro.
Confina a nord con il distretto dell'Alto Subansiri, a sud con il distretto di Papum Pare, ad est con i distretti del Siang Occidentale e dell'Alto Subansiri e ad ovest con il distretto del Kameng Orientale.